# 도서관 전쟁
《도서관 전쟁》(일본어: 図書館戦争) 시리즈는 아스키 미디어 웍스에서 출판 된 아리카와 히로의 소설이다.
일러스트(그림)은 . 시리즈는 〈도서관 전쟁〉(2006년 2월), 〈도서관 내란〉(2006년 9월), 〈도서관 위기〉(2007년 2월), 〈도서관 혁명〉(2007년 11월)의 총 4권으로 구성되어 있다. 이후, 스핀 오프 소설을 비롯한 파생 작품으로는 (만화, 텔레비전 애니메이션, 극장판 애니메이션, 실사 영화)가 있다.
본작은 가상의 법률이 사회에 큰 영향을 주고 있기 때문에 패러렐 월드와 디스토피아의 세계를 그린 SF 소설에 분류되지만, 주인공의 성장과 연애를 그린 연애 소설의 요소도 포함되어 있다.

## 개요
소설
2006년에 일본의 미디어웍스에서 〈도서관 전쟁〉이라는 이름으로, 총 1권이 출판되었고, 이후 〈도서관 내란〉, 〈도서관 위기〉, 〈도서관 혁명〉의 3권의 책이 더 출판되었고 이것으로 본편 스토리가 완결되었다. 2008년에는 본편의 스핀 오프(외전) 격에 해당하는, 〈별책 도서관 전쟁〉 총 2권이 발매되었다. 대한민국에도 2008년부터 대원씨아이를 통해서 본편 4권과 별책 2권이 번역되어 출판되었다.
만화
유미 키로가 일러스트(그림)을 담당한, 〈도서관 전쟁 LOVE&WAR〉이라는 이제목으, '하쿠센샤' 출판사를 통해, 2008년부터 출판되었고, 아직 미완결 상태이다. 대한민국에서는 대원씨아이를 통해, 2009년부터 번역되어 출판되었다.
애니메이션
2008년에 일본의 프로덕션 IG에서, 〈도서관 전쟁〉, 〈도서관 내란〉, 〈도서관 위기〉 3권의 내용을 바탕으로, 총 13화 (텔레비전 방영시에는, 전 12화로 완결을 맞이하였지만, DVD판에서는 미방영 분을 추가하였기 때문에, 전체적으로는 13화로 완결되었다.)가 제작되었다.
〈도서관 전쟁〉이라는 제목이 주는 강렬함과 달리 실제로 작품의 무게는 그리 무겁지 않다. 설정이 "공권력의 힘을 앞세운 전근대적인 미디어 검열에 맞서 도서의 자유 확보를 목적으로 한 도서관..."을 가지고 있어 전쟁물같은 이미지를 주지만, 실제론 전쟁은 현실 세계에서 쉽게 일어나지 않는 것이다. 오히려 이야기는 신입 도서대원이 된 '카사하라 이쿠'의 성장기에 가까운 성격을 지니고 있고 좀 더 나아가면, '연애담'으로 이어질 수 있을 정도라, 연령 및 성별 상관없이 가볍게 즐길 수 있는 작품이다.

## 줄거리
공공질서와 미풍양속을 해치고 인권을 침해하는 표현을 규제하고자 마련된 '미디어 양화법'이 국회에 통과한 후로 30년이란 세월이 흘렀다. 각종 미디어 매체를 검열하는데 앞장서고 있는 '미디어 양화위원회'에 맞서 항거할 수 있는 조직은 모든 검열으로부터 자유로울 것을 명시한 '도서관법' 아래에 있는 도서관 뿐이었다. 공권력을 앞세워 검열의 칼을 들이대는 양화특무기관에 맞서고자 도서관은 '도서대'라는 자신들만의 방어 조직을 구축하기에 이르렀고, 30년간 계속되어 온 특무기관과의 항쟁은 점차 도서관을 군과 비슷한 조직으로 변모시켰다.
염원하던 도서대원이 된, ;카사하라 이쿠'는 도서대 중에서도 제일 위험한 '방위원 지망'이라는 사실을 부모님께 숨기고 군사훈련을 받고 있었다. 그녀는 고교 시절, 오랜 기간을 기다려 온 신간을 사러 들른 서점에서 미디어 양화대원의 검열에 걸려 책을 압수당했을 때, 이름 모를 도서대원의 도움으로 책을 되찾게 된다. 이후, 그녀는 이름도 모르고 얼굴도 기억하지 못 하는, 그 도서대원을 왕자님이라 동경하면서, 자신도 도서대에 입대해 책을 지키겠다고 결심한 것이다.
신입대원들 사이에서 대표적인 사고뭉치로 통하며, 교관인 '도죠 아츠시'와도 번번히 충돌을 일으키곤 하는 이쿠였지만, 어지간한 남성들보다 우수한 운동능력과 열정을 인정받아 엘리트들만 선발된다는, '도서특수부대(Library taskforce)'에 배치를 받게 되는데.........

## 등장인물
애니메이션에 나온 내용과 설정에 바탕을 두고 저술됨.
도죠 아츠시(堂上 篤)
성우 - 마에노 토모아키
본 작품의 메인 히어로. 27세. 관동 도서대 방위부 도서특수부대 소속의 이등도서정(二等図書正). 이쿠가 속한 반의 반장을 맡고 있으며, 이쿠를 비롯한 훈련생들의 지도를 담당하고 있다. 신입대원들에게 꽤나 엄하게 대하기 때문에 '귀신 교관'이라는 별명으로 불리기도 하나, 기본적으론 다른 이들을 잘 챙겨주는 자상한 성격을 지니고 있다. 외모부터 성격까지 무엇 하나 빠질 게 없지만 키가 작다는 것(165cm)이 흠일지도.... 이쿠가 벌인 사건사고의 뒷정리는 대부분 도죠에게 돌아온다. 이쿠하곤 티격태격하나 은근히 이쿠를 마음에 두고 신경 써주고 있음.
카사하라 이쿠(笠原 郁)
성우 - 이노우에 마리나
본 작품의 메인 히로인. 22세. 관동 도서대 방위부 도서특수부대(Library taskforce) 소속의 일등도서사(一等図書士)이자, 유일한 여성대원. 신장 170cm에 어지간한 남자들과 겨루어도 지지 않을 정도로 체력 및 운동능력은 좋지만, 공부 쪽엔 그다지 취미가 없는 것이 단점이다. 어릴 적부터 독서를 좋아하였기 때문에, 고3 시절 양화특무기관의 검열에 걸려 빼앗긴 책을 되찾아 주었던, 도서대원을 동경해 결국 도서대에 입대하였다. 솔직하고 활발한 성격이나 머리보단 몸이 먼저 나가는 유형이라 끊임없이 사고를 치기 때문에 도죠의 골머릴 썩히고 있다. 항상 도죠하곤 티격태격 사이. 그러다 점점 도죠에게 호감을 갖게 돼버린다.
코마키 미키히사(小牧 幹久)
성우 - 이시다 아키라
26세. 관동 도서대 방위부 도서특수부대(Library taskforce) 소속의 이등도서정. 이쿠가 속한 반의 부반장을 맡고 있으며, 도죠와 함께 이쿠를 비롯한 훈련생들의 지도를 담당하고 있다. 도죠와는 대조적으로 온화하고 부드러운 분위기를 풍기지만, 때론 무서울 정도로 정론을 말할 때가 있다. 웃음이 한 번 터지면 좀처럼 참지 못 한다.
시바사키 아사코(紫崎 麻子)
성우 - 사와시로 미유키
22세. 무사시노 제1도서관 도서관 업무부 소속의 도서대원으로, 직급은 이쿠랑 같은 일등도서사. 이쿠와는 도서대원 훈련 시절부터 룸메이트로 지내오고 있다. 명석한 두뇌를 자랑하고 예쁜 외모로 남자대원들에게도 인기가 많다. 하지만 성격은 의외로 장난끼가 많고 직선적이고 독설가이다. 도대체 어디서 주워듣고 오는 건지 모르나 엄청난 정보통으로, 관 내에서 일어난 일이라면 모르는 게 없다.
테즈카 히카루(手塚 光)
성우 - 스즈키 타츠히사
22세. 이쿠랑 같은, 관동 도서대 방위부 도서특수부대 소속 일등도서사. 신장은 180cm에 두뇌, 용모, 체력까지 완벽을 자랑하는 엘리트 대원. 조금이라도 앞서 나가기 위해 노력도 아끼지 않는 유형이다. 이쿠와 같은 신입이나, 그 능력치는 상당하여, 이쿠가 자신과 같은 특수부대 소속이 된 것을 못마땅하게 여기고 있어 시사건건 걸고 넘어진다. 그러나 어떤 도서물 회수 작전을 함께 수행할 때 그녀가 자신에게 베푼 호의로 인해, 그녀와 좋은 동료가 된다.
겐다 류스케(玄田 竜助)
성우 - 스즈모리 칸지
43세. 관동 도서대 방위부와 그 예하 도서특수부대의 대장을 맡고 있는, 이쿠와 도죠 등의 상사. 직급은 삼등도서감({{lang|ja|三等図書監). 평범한 사람들에겐 보기만 해도 위압감을 주는 얼굴과 목소리를 지녔지만, 의리가 넘치고 의외로 장난끼 가득한 성격. 일을 벌려 놓고 도죠에게 뒷처리를 떠맡기는 게 특기.
이나미네 카즈이치(稲嶺 和市)
성우 - 사토 하루오
관동 도서 기지의 총사령관. 직급은 특등도서감(特等圖書監). 20 여 년 전, 발생한 '히노의 악몽'라는 사건에서의 생존자 중 한 명. 그는 당시 이 사건으로, 오른쪽 다리와 아내를 잃었다. 그리고 그는 이사건 이후 양화대로부터 도서관을 지킬, '도서특수부대(Library taskforce)'를 만들었다고 한다.
오리구치 마키(折口 マキ)
성우 - 타나카 리에
'세상사(世相社)'라는 잡지사의 기자. 겐다하곤 대학 시절부터 친구로 지내온 사이.
카사하라 카츠히로(笠原 克宏)·카사하라 토시코(笠原 寿子)
성우 - 비후 히토시(아버지), 키가와 에리코(어머니)
카사하라 이쿠의 부모님. 딸이 도서대에 근무하는 걸 보고자 도서대에 방문한다. 아버지인 '카츠히로'는 공무원이고, 무뚝뚝한 면이 있다. 어머니인 '토시로'는 딸내미가 여성스럽게 되길 원하며 딸 걱정을 많이 하고 있다. 처음엔 둘다 이쿠가 도서대원이 되는 걸 반대했으나, 나중에 이쿠가 진정으로 도서대원이 되고 싶은 마음을 알고선, 딸을 이해해 준다.
아사히나 히카루(朝比奈 光流)
성우 - 오노 다이스케
분서(焚書)에 대해 조사하기 위해, 시바사키를 찾아 온 남성. 시바사키에게 호감을 갖고 있는 듯...
테즈카 사토시(手塚 慧)
성우 - 요시노 히로유키
히카루의 형. 그는 미디어 위원회와 도서대의 현재 항쟁으론, 검열이 없는 세상이 오기엔 무리라고 생각해 '도서관 미래 기획'라는 연구회를 만들고 자신의 방식으로 검열이 없는 세상을 만들려고 한다. 옛날엔 히카루와 사이가 좋았으나, 자신의 목적을 위해 가족을 배반한 이후로 둘은 사이가 나빠졌다. 이후 그는 동생인 히카루에게 자신의 연구회에 들어오라고 제안을 하나, 히카루에게 거절당한다. 그래서 그는 히카루를 끌어들이기 위해, 이쿠와 이쿠가 속해 있는 관동 도서대를 위협에 빠뜨린다.
나카자와 마리에(中澤 毬江)
성우 - 우에다 카나
DVD판 13화에만 등장하는 여성으로, 어렸을 때부터 코마키의 이웃에서 살아 온 여성. 옛날 때부터 코마키에게 호감을 품어 왔음. 중학교 때부터 돌발성 난청을 앓으면서 청력이 나빠지기 시작해 현재는 청력이 많이 상실되었고 그때부터 사람들과의 대화도 말이 아닌, 글로 쓰고 읽는 걸로 하게 됨. 또한 난청으로 인해, 그녀는 마음의 문을 닫게 되었다. 그러나 코마키의 도움으로 그녀는 다시 마음을 조금씩 열게 됨.
코마키가 양화대로부터 '장애인에 대한 인권침해'라는 명의로 사문회에 출두당했을 때, 직접 자신의 입으로 양화대에게 코마키의 결백함을 밝힌다.

## 부연 설명
미디어 양화법
(작품 내에서,) 공서양속(公序良俗/공공의 질서와 선량한 풍속)을 어지럽히고 인권을 침해하는 표현을 단속하기 위해 제정된 법률. 초헌법적인 법률이 어떻게 제정될 수 있었는지에 대해선 '쇼와 정치의 7대 불가사의' 중 하나로 불릴 정도이다. 확대해석의 여지가 커 도서 검열은 물론이고 불온도서의 저자에 대한 구속도 가능하다(도서관혁명)
미디어 양화위원회 및 미디어 양화대
(작품 내에서,) 그 미디어 양화법에 의거해, 모든 미디어의 검열을 담당하고 집행하기 위해 만들어진 구성체이 '미디어 양화위원회'이며, 그 미디어 양화위원회 예하에 소속되어 부대가 '미디어 양화특무기관'이다. 이들은 양화법을 이용해, 단순히 미디어의 검열만을 담당하는 걸 넘어서, 검열의 집행에 저항하는 자들에겐 무력 사용도 허용되어 있다.
도서관 자유법
(작품 내에서,)미디어 양화위원회에 의해 표현의 자유에 대한 억압과 미디어의 검열에 대항하기 위해, 도서관들에 의해 제정된 법률. 미디어 양화법이 제정되면서 도서관의 자유를 지키기 위해 일본도서관협회에 채택한 《도서관의 자유에 관한 선언》이 도서관 자유법 3장으로 제정되었다. 1조 '도서관은 자료수집의 자유를 가진다', 2조 '도서관은 자료제공의 자유를 가진다', 3조 '도서관은 이용자의 비밀을 지킨다', 4조 '도서관은 부당한 검열에 반대한다', 5조 '도서관의 자유가 침해당했을 시 우리들은 일치단결하여 끝까지 자유를 지킨다'.
도서대 및 도서특수부대(Library task force)
(작품 내에서,) 그 도서관 자유법에 의거해, 미디어 검열에 반대하고 표현의 자유를 되찾고, 그리고 도서관의 자기 방어를 위해 구축된 방위 체계가 '도서대'이다. 그리고 그 도서대 예하에 소속되어 있고, 정예 엘리트로만 이루어져 있는 무장 조직이 '도서특수부대(Library task force)'이다. 도서대는 도서관 업무로서의 임무 외에도, 자료 보존 및 도서 선별 작업, 도서관 방위및 중요 물건 보호 등의 임무를 담당하고 있다. 그리고 도서특수부대는 그 도서대에서 담당하는 업무들 중 도서관 방위및 중요 물건 보호 등등의 임무를 수행하고 있다고 한다.
히노의 악몽
(작품 내에서,)미디어 양화위원회를 옹호하는 단체가 히노시립도서관을 습격한 사건. 당시엔 도서대가 조직으로 확립되지 않아 주변 도서대와 연계가 잘 이루어지지 않아, 이 사건우로 히노시립도서관 측에선 12명의 사망자를 낳고 말았다. 이후 이 사건을 계기로 삼아, 도서대가 일본 전역 10개구로 설립되고 현재의 제도가 확립되게 되었다고 한다.

## 애니메이션 주제가
오프닝 - 〈나의 거리, 내일의 거리〉
작사 - 타카하시 히토미 / 작곡 /편곡 - 히라데 사토루
노래 - 타카하시 히토미
엔딩 - 〈Change〉
작사 /작곡 - 코이데 유스케 / 편곡 - Base Ball Bear
노래 - Base Ball Bear
| 후지 TV 노이타미나 | 후지 TV 노이타미나 | 후지 TV 노이타미나      |
| 이전 작품          | 작품명             | 다음 작품               |
| ------------------ | ------------------ | ----------------------- |
| 묘지의 기타로      | 도서관 전쟁        | 서양골동과자점 ~앤티크~ |

## 영화
실사 영화는 일본에서 2013년 4월 27일에 개봉했다.

### 개요
- 2012년 9월 29일에 크랭크인.
- 미디어에 단속이 국가에 의해 인정된 2019년의 일본을 배경으로 무력 행사도 허용되어 적극적인 "검열"에 맞서 "책(을 읽는)의 자유"를 지키기 위해 도서관 법에 따라 설립 된 방위대 조직 "도서대" 신입 대원·카사하라 이쿠와 귀신 교관·도죠 아츠시를 중심으로 도서 특수 부대의 분투와 연애를 그린다.
- 주연을 맡은 오카다 준이치와 에이쿠라 나나는 한때 일본의 문예지 〈다빈치〉에서 기획 조사한 "독자가 선택하는 싱크로율의 캐스팅"에서 압도적 1위를 차지했던 콤비이기도 하다.[1] 또한, 시바사키 역의 쿠리야마 치아키는 원작자의 집필 당시의 이미지 모델이기도 하다.[2]

### 출연진
- 도죠 아츠시 - 오카다 준이치
- 카사하라 이쿠 - 에이쿠라 나나
- 타나카 케이
- 후쿠시 소타
- 쿠리야마 치아키
- 하시모토 준
- 이시자카 코지
- 코다마 키요시 (사진으로 출연)
- 니시다 나오미

### 스탭
- 원작 - 아리카와 히로 《도서관 전쟁》
- 감독 - 사토 신스케
- 촬영 감독 - 카와츠 타로
- 각본 - 노기 아키코
- 음악 - 타카미 유우
- 배급 - 도호
- 프로덕션 - 세딕 인터내셔널
- 제작 - "Library Wars"Movie Project

## 같이 보기
- 분서
- 금서